# Dipturus leptocauda
Dipturus leptocauda is een vissensoort uit de familie van de Rajidae. De wetenschappelijke naam van de soort is voor het eerst geldig gepubliceerd in 1975 door Krefft & Stehmann.